# Werner Ludwig Steffens
Werner Ludwig Steffens (* 20. April 1931 in Bautzen) ist ein deutscher Fischereiwissenschaftler und emeritierter Hochschullehrer.

## Leben
Steffens wurde als Sohn des Chemikers Dr. phil. Wilhelm Steffens geboren. Nach dem Abitur in Bautzen 1949 absolvierte er eine Lehre in den staatlichen Teichwirtschaften des Landes Sachsen, die er 1951 mit dem Gehilfenbrief als staatlich geprüfter Fischzuchtgehilfe an der Fischereischule in Königswartha beendete. Sein anschließendes Studium in der von  Hans Helmuth Wundsch neu gegründeten Fachrichtung „Fischereiwirtschaft“ an der Landwirtschaftlich-Gärtnerischen Fakultät der Humboldt-Universität zu Berlin schloss er 1954 als Diplom-Fischwirt ab. 1958 folgte die Promotion zum Dr. agr. und 1964 die Habilitation zum Dr. agr. habil.
Steffens war nach dem Studium zunächst wissenschaftlicher Assistent an der Zweigstelle für Teichwirtschaft des Instituts für Fischerei der Deutschen Akademie der Landwirtschaftswissenschaften zu Berlin in Königswartha. 1956 holte ihn Wilhelm Schäperclaus als Mitarbeiter in seine Abteilung für Teichwirtschaft und Fischkrankheiten der Zentrale des Instituts für Fischerei in Berlin-Friedrichshagen. 1966 wurde er als Nachfolger von Schäperclaus zum Leiter dieser Abteilung berufen. Schwerpunkte seiner Arbeit waren insbesondere Fragen der Fischzucht und der Fischernährung. 1972 hatte er einen längeren Studienaufenthalt am Zentralen Wissenschaftlichen Institut für Störwirtschaft in Astrachan. Nach der deutschen Wiedervereinigung hielt Steffens zahlreiche Vorträge auf nationalen und internationalen Kongressen. Von 1990 bis 1991 war er stellvertretender Direktor des Instituts in Berlin-Friedrichshagen. Nach der Neugründung des Instituts für Gewässerökologie und Binnenfischerei war er von 1992 bis zu seinem Ausscheiden aus dem Berufsleben im Jahr 1996 Leiter der Abteilung für Fischzucht und Fischpathologie.
Zudem lehrte Steffens über vierzig Jahre an der Landwirtschaftlich-Gärtnerischen Fakultät der Humboldt-Universität zu Berlin. Seit 1958 war er Lehrbeauftragter, seit 1976 Honorardozent und von 1984 bis 1999 Honorarprofessor für Fischzucht und Fischernährung. Er vertrat die Lehrgebiete „Forellenzucht“, „Zucht sonstiger Fischarten“ und „Fischernährung“. Von 1992 bis 1998 nahm er die Funktion des Fachberaters für den Studiengang „Fischwirtschaft und Gewässerbewirtschaftung“ wahr. 1997 hatte Steffens eine Gastprofessur für Fischernährung an der Universität der Philippinen Miagao inne.
Zusätzlich war Steffens von 1958 bis 1990 verantwortlicher Redakteur des Bereiches Fischerei beim Landwirtschaftlichen Zentralblatt, von 1968 bis 1970 stellvertretender Chefredakteur der Zeitschrift für Fischerei, von 1970 bis 1990 Leiter der Arbeitsgemeinschaft Forellenproduktion der VVB Binnenfischerei, von 1982 bis 1997 verantwortlicher Redakteur der Zeitschrift Fortschritte der Fischereiwissenschaft. Er ist Autor und Herausgeber von etwa 700 Fachpublikationen.
Steffens ist seit 1963 verheiratet und hat zwei Söhne.

## Ehrungen und Auszeichnungen
- 1980: Nationalpreis III. Klasse für Wissenschaft und Technik[1]
- 1988: Orden Banner der Arbeit
- 2003: Bundesverdienstkreuz 1. Klasse[3]
- 2010: Professor-Niklas-Medaille in Silber[1]
- 2011: Prof.-Stanisław-Korwin-Sakowicz-Medaille des polnischen Instituts für Binnenfischerei in Olsztyn[1]
- Ehrenmitglied im Landesanglerverband Sachsen-Anhalt, im Deutschen Angelfischerverband, im Deutschen Fischerei-Verband[1] und im Verband der Deutschen Binnenfischerei und Aquakultur[4]

## Weitere Funktionen und Mitgliedschaften (Auswahl)
- Präsident des Verbandes der Binnenfischerei Berlin (1990–1994)
- Mitglied des Präsidiums des Deutschen Fischerei-Verbandes (1992–2011)[1]
- Mitglied des wissenschaftlichen Beirats des Deutschen Fischerei-Verbandes (1992–2013)[1]
- Mitglied des Advisory Board von International Review of Hydrobiology (1994–2000).
- 1. Vizepräsident des Deutschen Anglerverbandes (1995–2013)[1]
- Mitglied des Editorial Board von Aquaculture Nutrition (1995–2021)
- Mitglied des Ausschusses für Umwelt und Naturschutz der Bezirksverordnetenversammlung Köpenick von Berlin (1996–1999)[1]
- Repräsentant des Aquaflow-Projektes der Europäischen Union für die Bundesrepublik Deutschland[3] (1998–2003)
- Mitglied des Editorial Advisory Board von Archives of Polish Fisheries (2001–2007)
- Mitglied des Beirates für Biodiversität und Genetische Ressourcen beim Bundesagrarministerium (2003–2010)[1]
- Mitglied des Scientific Board von Acta Scientiarum Polonorum – Piscaria (2005–2008)
- Vorsitzender des Fachausschusses „Aquatische Genetische Ressourcen“ beim Bundesagrarministerium (2005–2010)[1]
- Vorsitzender der Kormoran-Kommission des Deutschen Fischerei-Verbandes (2005–2013)[1]
- Mitglied des Editorial Board von International Aquatic Research (seit 2014)

## Schriften (Auswahl)

### Als Autor
- Der Karpfen. Ziemsen, Lutherstadt Wittenberg 1958, 6. Auflage Westarp Wissenschaften, Hohenwarsleben 2008, ISBN 978-3-89432-649-4.
- Grundlagen der Fischernährung. Fischer, Jena 1985.
  - Spanische Übersetzung Principios fundamentales de la alimentación de los peces. Editorial Acribia, Saragossa 1987.
  - Englische Übersetzung: Principles of Fish Nutrition. Horwood, Chichester 1989.
- Fischereiforschung am Müggelsee. Verlag Antiquariat Brandel, Berlin-Friedrichshagen 2000; 2 Auflagen 2003, 2013.

### Als Herausgeber
- Industriemäßige Fischproduktion. VEB Deutscher Landwirtschaftsverlag, Berlin 1979, 2. Aufl. 1981 (russische Übersetzung 1985, polnische Übersetzung 1986)
- Moderne Fischwirtschaft. Grundlagen und Praxis. Verlag Neumann-Neudamm, Melsungen 1981, ISBN 3-7888-0331-2.
- Binnenfischerei – Produktionsverfahren. Deutscher Landwirtschaftsverlag, Berlin 1986, ISBN 3-331-00130-9.
- Genetische Grundlagen der Fischzüchtung. Deutsche Ausgabe von V. S. Kirpičnikov: Genetečeskie osnovy selekzii ryb, Übersetzer: H.-W. Hattop, Deutscher Landwirtschaftsverlag, Berlin 1987, ISBN 3-331-00041-8.